# Благотворни процедури
Благотворните процедури, познати и с чуждицата уелнес (wellness) процедури, е събирателно название за действия за запазване или подобряване на добро физическо и психическо здраве.
Включват добре познати методи като масаж, сауна, солариум, къпане в тангенторна вана, методи на алтернативната медицина като ароматотерапия, традиционно козметични методи като маски, пилинг, но могат да включват и нови методи или варианти на съществуващи (напр. масаж с мед, шоколад, топли вулканични камъни) с научно недоказани ползи.
Името е благотворни процедури, производно на думата wellness в английския език - добро здраве, която в края на XX век е натоварена със смисловия нюанс „подобряване“ или „удължаване“ на живота. Набляга се не толкова на добро здравословно състояние във физическия смисъл, а на вътрешното възприятие на индивида. Основната цел е постигането на психическо спокойствие чрез физически въздействия върху тялото, и оттам повишаване на жизнения тонус.
Благотворните процедури се изтъкват от туристически оператори като предимство сред предлаганите услуги или като основна част в туристическия пакет.